# Riepjowka (obwód orenburski)
Riepjowka (ros. Репьёвка) – wieś (sieło) w Rosji, w obwodzie orenburskim, w rejonie tiulgańskim. W 2010 liczyła 441 mieszkańców.